# North Flying
North Flying er et dansk flyselskab med hovedsæde i Aalborg. Det primære forretningsområde er taxi-, ambulance- og fragtflyvninger.

## Historie
Selskabet blev etableret i 1963 som Norfly Skole- og Rundflyvning af fotografen J. Steffensen. Basen var Thisted Lufthavn. I 1970 overtog firmaet Aalborg Flying Center og flyttede året efter til en nybygget hangar på Aalborg Lufthavns område. Samtidig skiftede man navn til det nuværende.
I 1994 fusionerede firmaet med det norske selskab Nordic Air, og man blev Danmarks største inden for taxiflyvninger. North Flying købte i 1996 Aalborg Airtaxi og i 1998 blev Falck Air købt. Dermed blev selskabet et af Skandinaviens største inden for området.